# Rață porumbacă

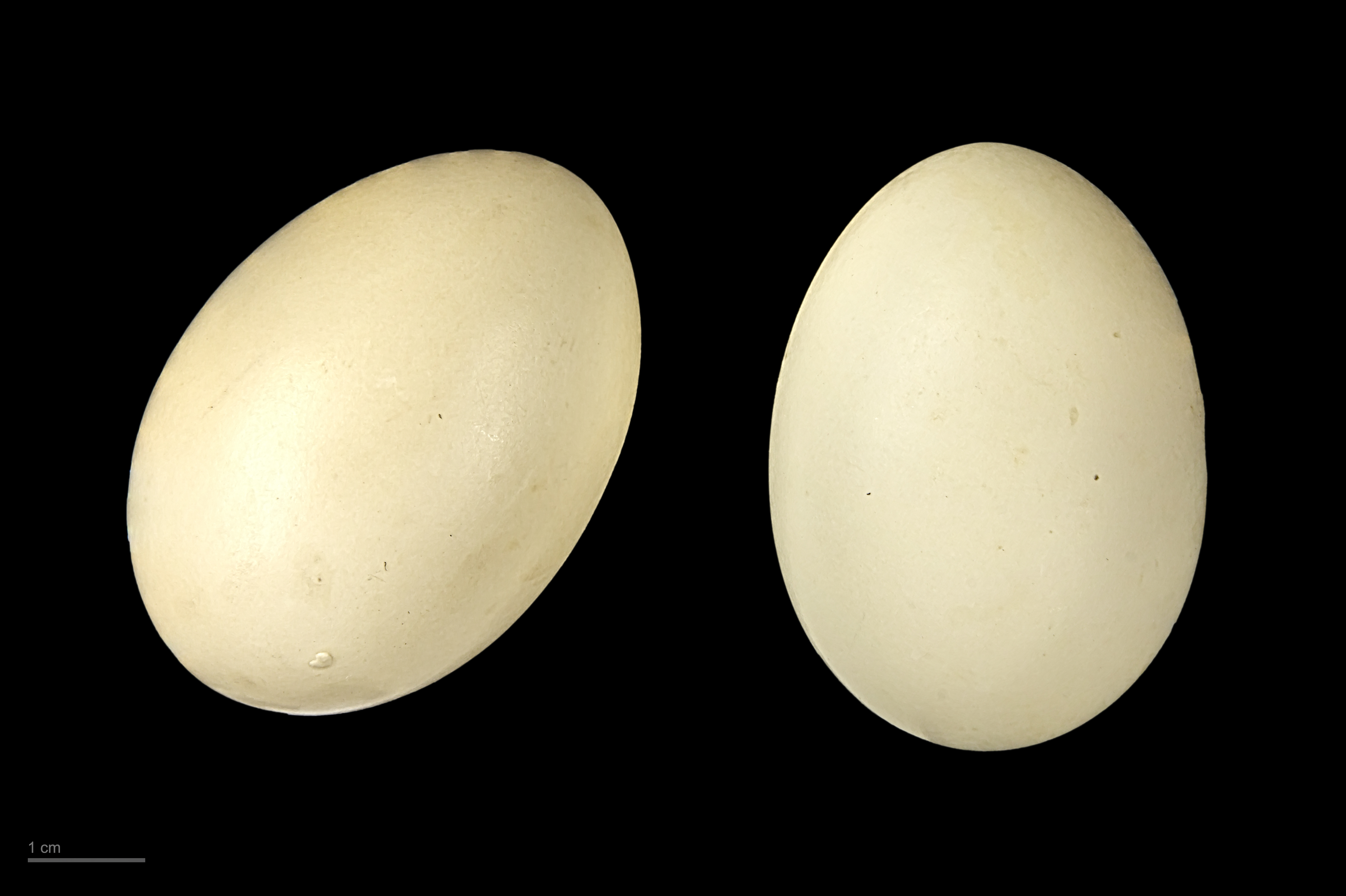
Marmaronetta angustirostris - MHNT

Rața marmorată (Marmaronetta angustirostris) este specie de rață de mărime medie. Numele binominal, Marmaronetta angustirostris, este derivat din greaca veche, unde marmaros înseamnă marmorat, și  netta o rață, iar cuvântul angustus este derivat din latină.